# Maximilian von Höhn
Maximilian Ritter von Höhn (Kitzingen, 16. kolovoza 1859. – Starnberg, 26. travnja 1936.) je bio njemački general i vojni zapovjednik. Tijekom Prvog svjetskog rata zapovijedao je 6. bavarskom pješačkom divizijom, 2. gardijskom pješačkom divizijom i XV. bavarskim pričuvnim korpusom na Zapadnom bojištu.

## Vojna karijera
Maximilian von Höhn rođen je 16. kolovoza 1859. u Kitzingenu. Sin je Sebastiana Höhna, inače suca u Gornjoj Frankoniji, i Mathilde Henke. U bavarsku vojsku stupa nakon završetka gimnazije u kolovozu 1878. kao dobrovoljac služeći u 2. pukovniji poljskoga topništva smještenog u Würzburgu. Od 1886. pohađa vojnu školu, da bi se po završetku iste s činom poručnika, u koji je promaknut u veljači 1889., vratio na službu u 2. pukovniju poljskog topništva. Od listopada 1891. raspoređen je na službu u Glavni stožer bavarske vojske u Münchenu, dok je dvije godine poslije, u rujnu 1893., bio promaknut u čin satnika. Od listopada 1894. služi u odjelu za željeznice Glavnog stožera u Berlinu, nakon čega je u rujnu 1896. premješten na službu u stožer I. bavarskog korpusa. U rujnu 1900. unaprijeđen je u čin bojnika, da bi potom dvije godine nakon toga, u rujnu 1902., bio premješten u 9. pukovniju bavarskog poljskog topništva gdje zapovijeda satnijom.
U travnju 1904. promaknut je u čin potpukovnika, dok od travnja 1905. služi u središnjem odjelu bavarskog Glavnog stožera. Čin pukovnika dostigao je u listopadu 1906. nakon čega je dva mjeseca nakon toga, u prosincu, imenovan zapovjednikom 3. kraljevske bavarske brigade poljskog topništva kojom brigadom zapovijeda do travnja 1908. kada postaje zapovjednikom 1. kraljevske bavarske brigade poljskog topništva. U ožujku 1909. promaknut je u čin general bojnika, dok je u ožujku 1910. imenovan zapovjednikom Kraljevske bavarske brigade pješačkog topništva kojom zapovijeda iduće tri godine. U ožujku 1912. unaprijeđen je u čin general poručnika, te ponovno raspoređen na službu u Glavni stožer u Berlinu. U ožujku 1913. imenovan je zapovjednikom 6. bavarske pješačke divizije zamijenivši na tom mjestu Oskara von Xylandera. Na čelu 6. bavarske pješačke divizije nalazi se i na početku Prvog svjetskog rata. 

## Prvi svjetski rat
Na početku Prvog svjetskog rata 6. bavarska pješačka divizija nalazila se u sastavu 6. armije kojom je na Zapadnom bojištu zapovijedao bavarski krunski princ Rupprecht. Šesta bavarska pješačka divizija najprije drži položaje oko Metza, da bi potom pod Höhnovim zapovjedništvom sudjelovala u Bitci u Loreni. Za uspješno zapovijedanje u navedenoj bitci 20. rujna 1914. odlikovan je Ordenom vojnog reda Maksa Josipa, najvišim bavarskim vojnim odlikovanjem. Mjesec dana poslije, u rujnu, dobiva plemićku titulu.
U veljači 1915., za vrijeme Prve bitke u Champagni, Höhn je imenovan načelnikom stožera 3. armije kojom je zapovijedao Karl von Einem. Na navedenoj dužnosti nalazi se do rujna 1915. kada je imenovan zapovjednikom 2. gardijske divizije zamijenivši na tom mjestu Walthera von Lüttwitza. Zapovijedajući navedenom divizijom sudjeluje u borbama u Artoisu, da bi potom, u srpnju 1916. ponovno preuzeo zapovjedništvo nad 6. bavarskom pješačkom divizijom s kojom sudjeluje u Bitci na Sommi. Istom zapovijeda do listopada kada je promaknut u čin generala topništva, te imenovan zapovjednikom XV. bavarskog pričuvnog korpusa. S navedenim korpusom sudjeluje u Drugoj bitci na Aisnei nakon čega je korpus premješten u Lorenu u sastav Grupe armija vojvoda Albrecht. Höhn XV. bavarskim pričuvnim korpusom zapovijeda do kolovoza 1918. kada ga je na mjestu zapovjednika zamijenio Paul von Kneussl.

## Poslije rata
Nakon završetka rata i pada bavarske monarhije, Höhn od travnja 1919. zapovijeda I. bavarskim korpusom nakon čega u rujnu podnosi ostavku na navedenu dužnost. Maximilian von Höhn preminuo je 26. travnja 1936. godine u 77. godini života u Starnbergu. Od 1878. bio je oženjen s Ellen Köster s kojom je imao jednu kćer. Drugi brak je sklopio u ožujku 1925. s Margarethom Geis.

## Vanjske poveznice
(eng.) Maximilian von Höhn na stranici Prussianmachine.com

(njem.) Maximilian von Höhn na stranici Deutschland14-18.de  Arhivirana inačica izvorne stranice od 4. ožujka 2016. (Wayback Machine)